# سوبريم كوماندر (لعبة فيديو)
سوبريم كوماندر (القائد الأعلى) (بالإنجليزية: Supreme Commander) هي لعبة فيديو من نوع استراتيجية الوقت الحقيقي، تم تصميمها من قبل مطور ألعاب كريس تايلور، و قامت شركته Gas Powered Games بتطويرها. تُعتبر هذه اللعبة هي الوريث الروحي للعبة تايلور لعام 1997 «توتال أناليشين» (التدمير الكامل-Total Annihilation)، جنباً إلى جنب مع استحداث لعبة سبرينغ (الربيع). أُعلان عن اللعبة لأولِ مرة في إصدار أغسطس لعام 2005 من مجلة بي سي غيمر، وتم إصدار اللعبة بتاريخ 16 فبراير 2007 في أوروبا، وبتاريخ 20 فبراير 2007 في أمريكا الشمالية. كما تم إصدار حزمة توسعة للعبة تحت عنوان : (القائد الأعلى: التحالف المزور Supreme Commander: Forged Alliance) في 6 نوفمبر من نفس العام. كما تم إصدار التكملة سوبريم كوماندر الجزء الثاني.
في الوقت الحاضر، يتم خوض غمار هذه اللعبة من خلال مشروع  «تحالف مزور إلى الأبد» الذي يحركه مُجتمع اللعبة نفسه، حيث يعمل على تسهيل اللعب عبر الإنترنت، وتطوير اللعبة بشكلً أكبر مع توفير البطولات والتوازن المتطور للعبة بأستمرار، بالإضافة إلى مجموعة متنوعة من تعديلات المجتمع .
تركز سوبريم كوماندر (القائد الأعلى) على استخدام الأجسام الميكانيكية ذو القدمين العملاقة والتي تسمى وحدة القيادة المدرعة (أو ACU) لبناء القاعدة، كما تعمل على رفع مستوى الوحدات و الأجهزة  للوصول إلى مستويات أعلى في التكنولوجيا، وقهر المعارضين. يمكن للاعب قيادة أحد الفصائل الثلاثة: إيون إنلومينيت (Aeon Illuminate)، أو أمة سيبران، أو اتحاد الأرض المتحدة United Earth Federation. كانت اللعبة في غاية الإنتظار من المعاينات السابقة للإصدار، ولاقت استقبالًا جيدًا من قبل النقاد، بمتوسط ميتاكريتيك يبلغ 86 من أصل 100.

## أسلوب اللعب
تنتمي جميع الوحدات والهياكل إلى أحد المستويات الأربع للتكنولوجيا، أو مستويات «التقنية»، وكل مستوى أقوى و / أو أكثر كفاءة من المستوى السابق. يمكن ترقية بعض الهياكل ذات الطبقة الدنيا إلى هياكل أعلى دون الحاجة إلى إعادة بنائها. المستوى الأول متاح في بداية اللعبة ويتكون من وحدات وهياكل صغيرة وضعيفة نسبيًا. يوسع المستوى الثاني قدرات اللاعب بشكل كبير، خاصة فيما يتعلق بالأسلحة الثابتة والدروع، ويقدم إصدارات مطورة من وحدات المستوى الأول. يحتوي المستوى الثالث على وحدات هجومية قوية للغاية مصممة للتغلب على تحصينات اللاعب الأكثر رسوخًا. المستوى الرابع هو نطاق محدود من التكنولوجيا «التجريبية». عادة ما تكون هذه وحدات ضخمة تتطلب الكثير من الوقت والطاقة لإنتاجها، ولكنها توفر ميزة تكتيكية كبيرة.
تتكون حملة اللاعب الفردي من ثمانية عشر مهمة، ستة لكل فصيل. اللاعب هو قائد عديم الخبرة يلعب دورًا رئيسيًا في حملة فصيلهم لإنهاء «الحرب اللانهائية». على الرغم من قلة عدد مهام الحملة، من المحتمل أن تستغرق كل مهمة ساعات. في بداية المهمة، يتم تعيين أهداف للاعب لإكمالها. بمجرد أن ينجزها اللاعب، يتم توسيع الخريطة، وأحيانًا يتضاعف حجمها أو يتضاعف ثلاث مرات، ويتم تعيين أهداف جديدة. نظرًا لأن المهمة تنقسم عمومًا إلى ثلاثة أجزاء، فغالبًا ما يتعين على اللاعب التغلب على العديد من مواقع العدو لتحقيق النصر.

### إدارة الموارد
نظرًا لأن البشر اكتشفوا تقنية النسخ، والاستفادة المتقدمة من النماذج الأولية السريعة وتكنولوجيا النانو، هناك نوعان فقط من الموارد المطلوبة لشن الحرب: الطاقة والكتلة. يتم الحصول على الطاقة من خلال بناء مولدات الطاقة على أي سطح صلب، في حين يتم الحصول على الكتلة إما عن طريق وضع مستخلصات الكتلة على بقع ترسب كتلة محدودة أو عن طريق بناء مُصنِّعين كتلة لتحويل الطاقة إلى كتلة. يمكن لوحدات البناء أن تجمع الطاقة عن طريق «استعادتها» من الحطام العضوي مثل الأشجار والكتلة من الصخور والوحدات المحطمة. كل لاعب لديه قدر معين من تخزين الموارد، والتي يمكن توسيعها من خلال بناء هياكل التخزين. هذا يمنح اللاعب احتياطيات في أوقات النقص أو يسمح له بتخزين الموارد. إذا تجاوز توليد الموارد قدرة المشغل، يتم إهدار المواد.
يسمح نظام الجوار لبعض الهياكل بالاستفادة من كونها مبنية بجوار مولدات الطاقة. كما تنتج مولدات الطاقة المزيد من الطاقة عند بنائها بالقرب من هياكل تخزين الطاقة. الأمر نفسه ينطبق على معادلاتها ذات الإنتاج الضخم. وبالمثل، سوف تستهلك المصانع كلاً من الطاقة والكتلة بشكلاً أقل عند بنائها بجوار مولدات الطاقة ومصنعي / مستخلصات الكتلة، على التوالي. ومع ذلك، من خلال وضع الهياكل على مقربة شديدة، فإنها تصبح أكثر عرضة للأضرار الجانبية في حالة تدمير الهيكل المجاور. علاوة على ذلك، يمكن أن تتسبب معظم هياكل توليد الموارد في حدوث تفاعلات متسلسلة عند تدميرها (خاصة هياكل المستوى الثالث، التي تنتج كميات كبيرة من الموارد ولكن غالبًا ما يكون لها تفجيرات كبيرة يمكنها القضاء على الجيش القريب)

### الحرب
يستخدم سوبريم كوماندر نظام «تكبير / تصغير استراتيجي» الذي يسمح للاعب بالتكبير بسلاسة من عرض تفصيلي عن قرب لوحدة فردية وصولاً إلى عرض الخريطة بالكامل، وعند هذه النقطة تشبه نسخة ملء الشاشة من الخريطة المصغرة التي تشير الوحدات الفردية مع الرموز. تحتوي الكاميرا أيضًا على وضع حركة حرة ويمكن خضوعها لتتبع وحدة محددة وهناك وضع تقسيم الشاشة الذي يدعم أيضًا شاشات متعددة. يسمح هذا النظام للقائد الأعلى باستخدام خرائط واسعة تصل إلى 80 كم × 80 كيلومتر مع احتمال سيطرة اللاعبين على ألف وحدة لكل منهم.
ونظرا لمجموعة واسعة من الكواكب التي استعمرتها الإنسانية في البيئة، تتراوح مسارح الحرب من الصحراء إلى القطب الشمالي، ويتم استخدام جميع ساحات القتال. كثيرا ما تستخدم التقنيات الناشئة في الحرب الحديثة في القائد الأعلى . على سبيل المثال، يمكن استخدام تكنولوجيا التخفي وأنظمة الدفاع الصاروخي والتكتيكي والاستراتيجي .
قدمت شركة سوبريم كوماندر العديد من الابتكارات المصممة لتقليل مقدار الإدارة الدقيقة المتأصلة في العديد من ألعاب RTS. يؤدي الاحتفاظ بمفتاح التحول إلى وضع أي أوامر يتم تقديمها إلى وحدة (أو مجموعة وحدات) في قائمة الانتظار. بهذه الطريقة، قد يُطلب من الوحدة مهاجمة عدة أهداف متتالية، أو تحقيق الأهداف بالسرعة القصوى لنقطة معينة على الخريطة ثم الهجوم نحو موقع محدد وإيقاع أي أعداء تصادفهم على طول الطريق. بعد إصدار الأوامر، يؤدي الاحتفاظ بمفتاح النقل إلى عرض جميع الأوامر الصادرة على الخريطة حيث يمكن تعديلها لاحقًا لاستيعاب تغيير الخطة. علاوة على ذلك، عندما يُطلب من إحدى الوحدات مهاجمة الهدف، يمكن للاعب إصدار أمر بتنفيذ هجوم منسق على وحدة أخرى. ينسق هذا الأمر وقت وصول الوحدات إلى الهدف تلقائيًا عن طريق ضبط سرعة الوحدات المعنية.
كما هو الحال في ألعاب RTS الأخرى، يمكن استخدام وسائل النقل الجوي لنقل الوحدات إلى وجهات محددة، ويدعم القائد الأعلى تشكيل الوحدات. ويمكن طلب مجموعة مختارة من الوحدات التي يتحكم  للاعب في شكلها.

## الرواية
تدور أحداث القائد الأعلى في المستقبل حيث يمكن للبشرية السفر عبر المجرة بسرعة باستخدام بوابة النجوم، وهي بوابة مفتوحة من نسيج الفضاء المؤدي إلى موقع محدد يحتمل أن يكون على بعد سنوات ضوئية. كانت جميع المستعمرات التي أنشأتها البشرية تحكمها إمبراطورية الأرض، حتى تسببت الأحداث التي خلق سيبران ناشين و إيون إليمينيت في سقوط الإمبراطورية، وبدأت الحرب اللانهائية بين هذه الفصائل.
تضم لعبة القائد الأعلى ثلاث فصائل خيالية. يتم تمثيل كل منها على أنها تمتلك الحماسة الكبيرة والأفكار المختلفة حول مستقبل البشرية ككل.
- اتحاد الأرض المتحدة (UEF)
- إيون إليمينيت
- سيبران ناشين [6]

في بداية حملة اللاعب الفردي، اشتعلت الحرب اللانهائية بين الفصائل الثلاثة لأكثر من ألف عام. لكل فصيل مشاكله الخاصة. UEF يخسر ببطء أمام إيون  بينما سيبران بشكلاً يائس يحاول دخول الحرب فيتفوقون عليه، ويثير القائد الأعلى أيون (يُطلق عليه أفاتار الحرب) الاضطرابات بين المتنورين، ويهدد بالانقسام عشية انتصارهم.
تركز الحملة على سلاح الملاذ الأخير لـ UEF، حيث تقاتل الكواكب المسمى Black Sun. مع ذلك، ينوون تدمير عوالم الفصائل التي تعارضهم. يخطط سيبران لاستخدامها لتدمير شبكة البوابة النجوم وتحرير إخوانهم المستعبدين، بينما يسعى الأيون لاستخدامها لبث رسالة سلام لجميع الناس. يقرر اللاعب أي فريق سيلعب وما هو المسار الذي سيتخذه.
يؤدي الانتصار في حملة UEF إلى تدمير Black Sun للكواكب الحرجة لكل من إيون و سيبران، مما يؤدي بالمجرة إلى حقبة جديدة من التفوق البشري وإنهاء الحرب. في حملة سيبران، تستخدم الـ QAI، وهو ذكاء اصطناعي قوي وذكي للغاية، لنشر فيروس كمي وتحرير جميع المتعايشين تحت سيطرة UEF، مع تعطيل كل بوابة نجومية في المجرة، وإيقاف السفر الفائق لمدة خمس سنوات، وبالتالي السماح للأمة الكبرانية بالازدهار دون أن يهاجمها الآخرون. أخيرًا، ترى حملة إيون أن الأميرة ريان (زعيمة إيون) أصبحت جزءًا من شبكة البوابة النجومية. تسمح هذا للأميرة بالتحدث إلى ذهن كل إنسان، وحث الأطراف الثلاثة على إلقاء السلاح. الفصائل الثلاثة تصنع السلام مع بعضها البعض بعد هذه الرسالة.

## التطوير والإصدار

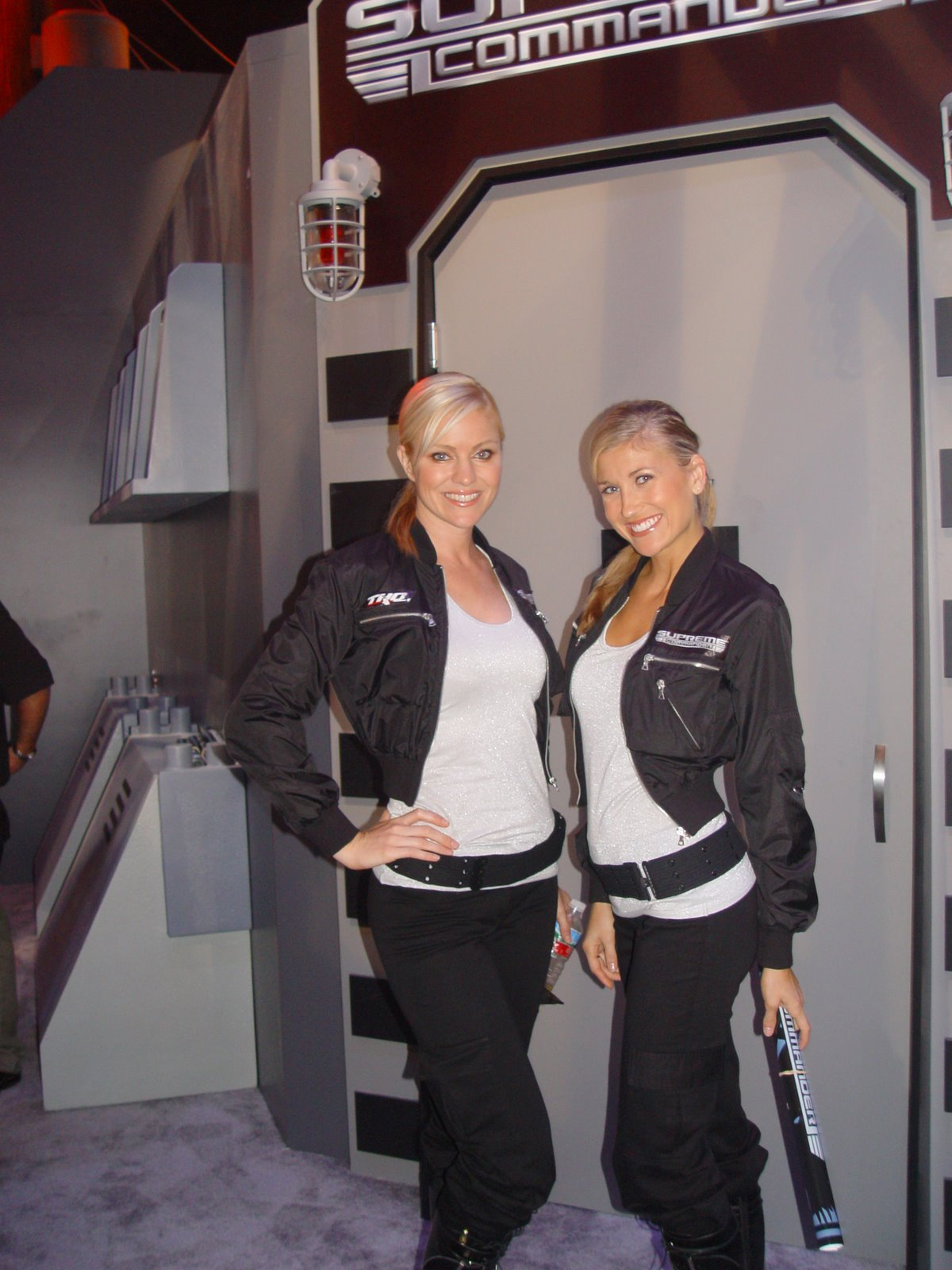
الترقية في E3 2006

يعتقد كريس تايلور أن معظم الألعاب الإستراتيجية الحديثة كانت في الواقع ألعاب تكتيكية في الوقت الفعلي، وذلك ببساطة لأنها تعمل على نطاق صغير جدًا. كانت نيته المعلنة مع القائد الأعلى هي إنشاء لعبة تركز على الإستراتيجية بحكم الحجم. صرح كريس تايلور أن التخصيص كان أحد أهدافه للقائد الأعلى، وأن اللعبة ستشحن أدوات فريق التطوير إذا أمكن. الهدف الأخير لم يتحقق. ومع ذلك، تجدر الإشارة إلى أنهم وضعوا أدوات تحرير الخرائط الخاصة بهم في ملفات اللعبة.
يستخدم سوبريم كوماندر بشكل مكثف تقنيتين لم يتم استخدامهما نسبيًا في ألعاب الفيديو قبل إصداره، وهما المعالجة متعددة النواة  وشاشات العرض المتعددة.  عند اكتشاف معالج متعدد النواة، تقوم اللعبة بتعيين مهمة محددة، مثل حسابات الذكاء الاصطناعي، لكل نواة، وتقسيم الحمل بينهما. تعد لعبة سوبريم كوماندر واحدة من الألعاب الأولى التي تدعم بشكل خاص المعالجات ثنائية ورباعية النواة في اللعبة.
يعتمد سوبريم كوماندر بشكل كبير على طاقة المعالجة الأولية من وحدة المعالجة المركزية وهو أقل اعتمادًا على طاقة العرض من بطاقة الرسومات. عند استخدام بطاقة رسومات متطورة، من المرجح أن تصبح وحدة المعالجة المركزية العقبة الرئيسية.
في 6 فبراير 2007، تم إطلاق عرض توضيحي للقائد الأعلى. يتضمن برنامجًا تعليميًا وجزءًا من حملة اللاعب الفردي وخريطة مناوشات ثنائية اللاعبين تسمى «انتقام فين» حيث يمكن للاعب أن يقاتل ضد Cybran AI سهل أو متوسط أو صعب. من بين الفصائل الثلاثة، يمكن لعب أمة سيبران  فقط في العرض التوضيحي. في 17 يوليو 2007، تم الإعلان عن إطلاق لعبة القائد الأعلى على منصة الـ Steam. لقد ألمح تايلور إلى إصدار وحدة تحكم من الجيل السابع في «المستقبل القريب»، واصفًا جهاز Xbox 360 بأنه «المنصة المفضلة».
 اعتبارًا من أكتوبر 2011 إلى فبراير 2018  هناك مجتمع تم إنشاؤه متعدد اللاعبين واستبدال الخادم تحت التطوير النشط واستمرار دعم إصلاح أخطاء اللعبة الأساسية في شكل تصحيحات غير رسمية.

## الموسيقى التصويرية
الموسيقى التصويرية الرسمية للقائد الأعلى هي المقطوعة الموسيقية التي قام بتأليفها جيريمي سولي، الذي قام أيضًا بتأليف سابقتها  Total Annihilation . تم إصدار الموسيقى التصويرية في أوائل عام 2007 وهي متوفرة كألبوم رقمي خالٍ من إدارة الحقوق الرقمية من DirectSong. بعد فترة وجيزة من إصدار حزمة Forged Alliance في نوفمبر 2007، تمت إضافة مسارات إضافية من التوسيع إلى الألبوم وتم توفيرها مجانًا لأصحاب الإصدار الأولي للموسيقى التصويرية.
استخدم سولي آلات سنثسيزر، بدلاً من الأوركسترا التقليدية لإنتاج الموسيقى التصويرية. تظهر النتيجة في سوبريم كوماندر على أنها موسيقى ديناميكية داخل اللعبة، تتغير حسب الأحداث التي تظهر على الشاشة.

## الإستقبال
| استقبال |                         |
| --- | ----------------------- |
| مجموع النقاط المجموع نقاط ميتاكريتيك PC: 86/100 [ 25 ] X360: 56/100 [ 26 ] نتائج المراجعة نشرة نقاط كمبيوتر آند فيديو غيمز PC: 9/10 [ 27 ] يورو غيمر PC: 9/10 [ 28 ] غيم إنفورمر PC 9/10 X360: 5.5/10 [ 29 ] غيم سبوت PC: 8.7/10 [ 30 ] غيم سباي PC: 4.5/5 [ 31 ] X360: 3/5 [ 32 ] آي جي إن PC: 9/10 [ 33 ] X360: 4.5/10 [ 34 ] مجلة إكس بوكس الرسمية (الولايات المتحدة) 8.0/10 |                         |
| مجموع النقاط |                         |
| المجموع | نقاط                    |
| ميتاكريتيك | PC: 86/100 X360: 56/100 |
| نتائج المراجعة |                         |
| نشرة | نقاط                    |
| كمبيوتر آند فيديو غيمز | PC: 9/10                |
| يورو غيمر | PC: 9/10                |
| غيم إنفورمر | PC 9/10 X360: 5.5/10    |
| غيم سبوت | PC: 8.7/10              |
| غيم سباي | PC: 4.5/5 X360: 3/5     |
| آي جي إن | PC: 9/10 X360: 4.5/10   |
| مجلة إكس بوكس الرسمية (الولايات المتحدة) | 8.0/10                  |

فازت سوبريم كوماندر بالعديد من الجوائز البارزة قبل إصدارها، جميعها مرتبطة بـ E3  بما في ذلك جائزة GameCritics لأفضل لعبة إستراتيجية وجائزة IGN لأفضل لعبة كمبيوتر قادمة. تم استلام جوائز أخرى من غيم سبوت و غيم سباي و غيمز رادار و Voodoo Extreme و 1UP .

### الإصدار
كانت تقييمات القائد الأعلى إيجابية، حيث سجلت اللعبة 86/100 على ميتاكريتيك .

## تكملة وتوسعات

### القائد الأعلى: التحالف المزور
في 6 تشرين الثاني 2007،  أصدرت تي إتش كيو توسعة مستقل للقائد الأعلى بعنوان القائد الأعلى: التحالف المزور - Supreme Commander: Forged Alliance. حيث يحتوي على العديد من تحسينات المحرك التي تسمح له بالعمل بشكل أسرع بالإضافة إلى تحسين الرسومات. بالإضافة إلى ذلك، هناك فصيل جديد (السيرافيم) متاح. تم إصداره كلعبة قائمة بذاتها.

### القائد الأعلى: التجارب
تم التعبير عن إمكانية حزمة توسعة ثانية في 20 نوفمبر 2007 في النشرة الإخبارية الرسمية لـ Gas Powered Games. كريس تايلور «ألمح» إلى توسعة ثانية للقائد الأعلى . تم ذكر حزمة التوسيع هذه لاحقًا في مقابلة أجراها كريس تايلور في 11 يناير 2008. أشار كريس تايلور إلى أن الألعاب التي تعمل بالغاز كانت «تتحدث» عن توسعة ثانية، وأن هذا التوسع سيطلق عليه «القائد الأعلى: التجارب». تم التخلي عن المشروع منذ ذلك الحين.

### القائد الأعلى 2
وهو عنوان الجزء الذي تم الإعلان عنه في نوفمبر 2008 وتم إصداره في مارس 2010. تم تطويره بالشراكة بين Gas Powered Games و سكوير إنكس .

### تحالف مزور إلى الأبد
التحالف المزور للأبد (الملقب FAF) هي أنشطة المعجبين المتعددة من خلال توفير العميل واستبدال الخادم (خادم المحاكي) من حزمة القائد الأعلى: التحالف المزور. يوفر دعمًا موسعًا ومخصصًا للخرائط، حيث تخضع اللعبة الأساسية لتغييرات في الرسومات والتوازن وميكانيكة اللعب في شكل تصحيحات غير رسمية.

## روابط خارجية
- Official website (archived version)
- Supreme Commander  في قاعدة بيانات الأفلام على الإنترنت (بالإنجليزية)
- Supreme Commander at MobyGames
- Supreme Commander Official Soundtrack  at ميوزك برينز